# Elise Wysard-Füchslin
Elise Wysard-Füchslin (née Elise Wysard en 1790 ou 1791 et morte le 30 août 1863 à Boujean, aujourd'hui Bienne) était une peintre et graveuse suisse.

## Biographie
Il n'existe que peu de sources sur la vie et l'œuvre d'Elise Wysard, née Elise Füchslin à Brugg. Son enfance et adolescence ainsi que ses années de formation ne sont pas connues. En 1815, Elise Füchslin épouse le peintre et graveur biennois Gottlieb Emanuel Wysard (1789-1837). Le couple aurait eu deux enfants ensemble, une fille étant née avant le mariage. Les époux Elise et Gottlieb Emanuel Wysard divorcent en 1823. Gottlieb Emanuel Wysard est placé durant la même année durant un cours laps de temps sous curatelle « pour maladie mentale ». Elise Wysard meurt en 1863 à Boujean. 

## Œuvre
Jusqu’à son divorce en 1823, Elise Wysard-Füchslin travaille comme dessinatrice et coloriste dans l’atelier de son mari. Ensemble, ils créent surtout des gravures qui représentent des costumes et des scènes du folklore suisse. Après leur séparation, elle continue son activité, par intermittence à Berne où elle produit sous le nom de « Madame Wysard à Berne » des représentations de costumes et des scènes de genre suisses, en partie selon des modèles d'autres petits maîtres comme Markus Dinkel et Gottfried Locher. 
Après Marie-Louise Bloesch, Elise Wysard est la deuxième femme a dont le nom a été attribué à une rue. En 1991, la rue Wysard alors existante a été renommée rue Elise-Wysard. 

## Œuvres
Quelques-unes de ses représentations de costumes sont entre autres conservées dans la collection d’arts visuels de la Ville de Bienne et à la Bibliothèque nationale suisse, collection Gugelmann.